# Eclipse Phase
Eclipse Phase est un jeu de rôle de science-fiction américain, écrit par Rob Boyle et Brian Cross en 2009. Il est édité en anglais par Posthuman Studios et traduit en français en 2012 par Black Book Éditions. Il est publié dans les deux langues sous une licence Creative Commons  .

## Univers de jeu
L'univers d'Eclipse Phase mêle plusieurs genres de science-fiction tels que la hard science-fiction, la science-fiction post-apocalyptique, ou le post-cyberpunk avec le thème du transhumanisme ,.

### L'ère de la transhumanité
Dans le courant du XXIIe siècle, la convergence des nanotechnologies biotechnologies informatique et sciences cognitives (NBIC) et la singularité technologique et le transhumanisme ont modifié le concept d'humanité. L'esprit, appelé ego, peut se transférer dans tous types de corps biologiques, synthétiques, robotiques ou bien rester sous forme numérique. Des intelligences artificielles connectées aux ego des transhumains les assistent en temps réel dans tous les actes du quotidien. La réalité augmentée et la réalité virtuelle sont omniprésentes dans les sociétés transhumaines. Des assembleurs nanotechnologiques permettent de créer de la matière à volonté. Certains animaux tels que les pieuvres, les perroquets ou les chimpanzés ont pu être éveillés à la conscience. Le voyage spatial est rendu possible grâce au transfert d'ego à la vitesse de la lumière et avec des technologies de propulsion à antimatière.          

### La chute
Le jeu prend place 10 ans après la chute, date où l'apocalypse a lieu sur terre. Des intelligences artificielles auto-évolutives appelées TITANS provoquent une guerre totale avant de disparaître. Les seuls survivants transhumains sont ceux qui ont pu fuir dans l'espace. Ils sont désormais 500 millions, vivant dans des habitats à la surface ou en orbite des planètes du système solaire. Les TITANS ont laissé derrière eux de nombreux dangers comme des nanovirus et des machines tueuses, ainsi que les portes de Pandore, des trous de ver qui communiquent avec d'autres parties de l'univers.          

## Proposition de jeu
Les règles proposent aux joueurs d'incarner des personnages issus de la transhumanité, qui appartiennent à une société secrète nommée Firewall. Celle-ci envoie ses agents lutter contre tous types de dangers propres à menacer la transhumanité. L'ambiance proposée embrasse aussi bien le techno-thriller, que les intrigues de conspirations ou l'horreur.

## Système de jeu
Le système de jeu utilisé est un dérivé du système générique Basic Role-Playing qui utilise un Dé 100. Postuman Studios a également publié en 2016 une adaptation pour le système de jeu Fate.

## Ouvrages
- Eclipse Phase[6]  (2009). Livre de règles traduit en français en 2012.
- Sunward[7] (2010). Supplément de contexte sur le système intérieur, traduit en français en 2015.
- Gatecrashing[8] (2010). Supplément de contexte sur les portes de Pandore et l'exploration de planètes extrasolaires, traduit en français en 2015.
- Panopticon[9] (2011). Supplément de contexte sur la société transparente, les habitats et les surévolués, traduit en français en 2016.
- Rimward[10], (2012). Supplément de contexte sur le système extérieur.
- Transhuman[11] (2013). Supplément de règles.
- Firewall[12] (2015). Supplément de contexte sur la société secrète éponyme.
- X-Risks (2016). Supplément de contexte sur les menaces pour la transhumanité.